# Eriope
Eriope é um gênero de plantas com flor pertencente à família Lamiaceae. É originário do Sul da América tropical.

## Espécies
| - Eriope alpestris - Eriope anamariae - Eriope angustifolia - Eriope arenaria - Eriope blanchetii - Eriope blanchettii - Eriope chamaedrifolia - Eriope complicata - Eriope confusa - Eriope crassifolia - Eriope crassipes - Eriope cristalinae - Eriope elegans - Eriope exaltata - Eriope filifolia - Eriope foetida | - Eriope glandulosa - Eriope grandiflora - Eriope horridula - Eriope hypenioides - Eriope hypoleuca - Eriope latifolia - Eriope luetzelburgii - Eriope machrisae - Eriope macrostachya - Eriope micrantha - Eriope montana - Eriope monticola - Eriope nudicaulis - Eriope nudiflora - Eriope obovata - Eriope obtusata - Eriope pallens | - Eriope parviflora - Eriope parvifolia - Eriope platanthera - Eriope polyphylla - Eriope salviifolia - Eriope silvatica - Eriope simplex - Eriope sincorana - Eriope stricta - Eriope teucrioides - Eriope tomentosa - Eriope trichopes - Eriope trichopoda - Eriope tumidicaulis - Eriope velutina - Eriope xavantium |

## Sinonímia
- Eriopidion Harley, Hooker's Icon. Pl. 38: 103 (1976).[1]